# Antipathes chamaemorus
Antipathes chamaemorus är en korallart som beskrevs av Ferdinand Albin Pax och Tischbierek 1932. Antipathes chamaemorus ingår i släktet Antipathes och familjen Antipathidae. Inga underarter finns listade i Catalogue of Life.